# Clinton Jones
Clinton Jones (Cleveland, 24 maggio 1945) è un ex giocatore di football americano statunitense che ha giocato nel ruolo di running back nella National Football League. Al college giocò a football all'Università statale del Michigan.

## Carriera
Jones fu scelto dai Minnesota Vikings come secondo assoluto nel Draft NFL 1967. La scelta utilizzata dai Vikings era stata ricevuta dai New York Giants in cambio del quarterback Fran Tarkenton. Nel 1970, Jones segnò un primato in carriera di 9 touchdown mentre nel 1971 stabilì il proprio primato stagionale correndo 675 yard. Rimase con Minnesota fino al 1972, dopo di che passò l'ultima stagione da professionista coi San Diego Chargers.

## Palmarès
- Campione NCAA: 2

Michigan State Spartans: 1965, 1966

## Statistiche
| Partite totali     | 87    |
| Yard su corsa      | 2.178 |
| Touchdown su corsa | 20    |